# Станко Черноевич
Станиша «Станко» Черноевич (1457—1530) — османский правитель (санджакбей) Черногории (1513—1530). Третий сын князя Зеты Ивана и Гоислаы Арианити. Он сыграл большую роль в истории княжества Зета в пятнадцатом и первой половине шестнадцатого века. Также известен как Скендербег Станко Бушатлия.

## Биография

### Молодость
Чтобы показать свою лояльность и признание верховной власти нового турецкого султана, Иван I Черноевич в 1485 году отдал своего младшего сына Станишу в качестве заложника османскому султану Баязиду. Турки заставили его принять ислам и он получил новое имя — Скендербег.

### Правление
После потери независимости черногорцы получили много проблем с турецкими властями. В этой ситуации, турки вспомнили потурченого Ивана-Скандербега, и только благодаря своей фамилии — Черноевичи провозгласили его в 1513 году как Санджака Черногории. Скандербег во время своего правления в Черногории был презираем черногорцами. Из-за своего угнетения и жадности в 1519 году черногорцы подняли восстание, но оно было подавлено, из-за турецкого военного вмешательства.

### Конец жизни
После этих событий Скандербег остается у власти и правит со всей жестокостью до своей смерти в 1530 году.

### Легенда
После прибытия в Черногорию, по преданию, Станко много раз был в деревне Бушато, за что и получил прозвище Бушатлия. Вероятно, поэтому его преемники назывались Бушатлии.
В XVIII веке великий визирь Скадарский Махмуд паша Бушатлия провел обширную военную кампанию в Черногории, заявив, что он прямой потомок Станиши Черноевича и что он прибыл в столицу Черногории Цетинье к «истокам своей семьи». В своей кампании Махмуд паша во время битвы при Крусах 1796 буквально потерял голову от руки Петра Петровича. Его голова была отрезана и страшный символ победы увезли в Цетинье.